# Mompha raschkiella
Mompha raschkiella là một loài bướm đêm thuộc họ Momphidae. The moth được khám phá by British entomologist Philipp Christoph Zeller năm 1838. Sải cánh dài 7–11 milimét (0,3–0,4 in). Con trưởng thành bay vào tháng 5 và một lần nữa vào tháng 8. Có hai lứa trưởng thành một năm. 